# Necromys punctulatus
Necromys punctulatus es una especie de roedor de la familia Cricetidae.

## Distribución geográfica
Se encuentra sólo en Ecuador.